# Geositta antarctica
Geositta antarctica е вид птица от семейство Furnariidae.

## Разпространение
Видът е разпространен в Аржентина и Чили.